# Partido dos Trabalhadores da Irlanda
O Partido dos Trabalhadores da Irlanda  (em inglês: The Workers' Party; em gaélico: Páirtí na nOibrithe) é um partido político activo, quer na República da Irlanda, quer na Irlanda do Norte.
O partido foi fundado em 1970, após uma cisão com o Sinn Féin e o Exército Republicano Irlandês Provisional. O partido, originalmente conhecido por Sinn Féin Oficial, teve uma longa ligação ao Exército Republicano Irlandês Oficial que esteve muito activo durante o Conflito na Irlanda do Norte. Em 1977, o partido mudou de nome para Sinn Féin - Partido dos Trabalhadores até, em 1982, adoptar o seu nome actual.
O partido, desde cedo, adoptou uma ideologia comunista e marxista-leninista  e, manteve relações fraternas com a URSS e os países comunistas do leste europeu, até à queda do comunismo nesses países.

## Resultados eleitorais

### Eleições legislativas
| Data    | CI.  | Votos  | %           | +/-     | Deputados | +/-     | Status            |
| ------- | ---- | ------ | ----------- | ------- | --------- | ------- | ----------------- |
| 1973    | 4.º  | 15 366 | 1,1 / 100,0 |         | 0 / 144   |         | Extra-parlamentar |
| 1977    | 7.º  | 27 209 | 1,7 / 100,0 | 0,6     | 0 / 148   | Estável | Extra-parlamentar |
| 1981    | 5.º  | 29 561 | 1,7 / 100,0 | Estável | 1 / 166   | 1       | Oposição          |
| 02/1982 | 4.º  | 38 088 | 2,3 / 100,0 | 0,6     | 3 / 166   | 2       | Apoio parlamentar |
| 11/1982 | 4.º  | 54 888 | 3,3 / 100,0 | 1,0     | 2 / 166   | 1       | Oposição          |
| 1987    | 5.º  | 67 273 | 3,8 / 100,0 | 0,5     | 4 / 166   | 2       | Oposição          |
| 1989    | 5.º  | 82 263 | 5,0 / 100,0 | 1,2     | 7 / 166   | 3       | Oposição          |
| 1992    | 8.º  | 11 533 | 0,7 / 100,0 | 4,3     | 0 / 166   | 7       | Extra-parlamentar |
| 1997    | 11.º | 7 808  | 0,4 / 100,0 | 0,3     | 0 / 166   | Estável | Extra-parlamentar |
| 2002    | 9.º  | 4 012  | 0,2 / 100,0 | 0,2     | 0 / 166   | Estável | Extra-parlamentar |
| 2007    | 9.º  | 3 026  | 0,2 / 100,0 | Estável | 0 / 166   | Estável | Extra-parlamentar |
| 2011    | 10.º | 3 056  | 0,1 / 100,0 | 0,1     | 0 / 166   | Estável | Extra-parlamentar |
| 2015    | 11.º | 3 242  | 0,2 / 100,0 | 0,1     | 0 / 158   | Estável | Extra-parlamentar |

### Eleições europeias
| Data | CI.           | Votos         | %             | +/-           | Deputados     | +/-           |
| ---- | ------------- | ------------- | ------------- | ------------- | ------------- | ------------- |
| 1979 | 5.º           | 43 942        | 3,3 / 100,0   |               | 0 / 15        |               |
| 1984 | 5.º           | 48 449        | 4,3 / 100,0   | 1,0           | 0 / 15        | Estável       |
| 1989 | 5.º           | 124 679       | 7,7 / 100,0   | 3,4           | 1 / 15        | 1             |
| 1994 | 8.º           | 22 100        | 1,9 / 100,0   | 5,8           | 0 / 15        | 1             |
| 1999 | Não concorreu | Não concorreu | Não concorreu | Não concorreu | Não concorreu | Não concorreu |
| 2004 | Não concorreu | Não concorreu | Não concorreu | Não concorreu | Não concorreu | Não concorreu |
| 2009 | Não concorreu | Não concorreu | Não concorreu | Não concorreu | Não concorreu | Não concorreu |
| 2014 | Não concorreu | Não concorreu | Não concorreu | Não concorreu | Não concorreu | Não concorreu |